# Ensemble Organum
Ensemble Organum – francuski zespół wykonujący muzykę dawną założony przez Marcela Pérèsa w 1982 roku. Jego skład zmieniał się z biegiem lat i obejmuje lub obejmował Josepa Cabré, Josepa Beneta, Gérarda Lesnego, Antoine'a Sicota oraz Malcolma Bothwella. Często współpracowali oni również z Lycourgosem Angelopoulosem. Grupa specjalizuje się w chorałach gregoriańskich

## Dyskografia
- (1984) Polyphonie aquitaine du XIIe siècle: St. Martial de Limoges
- (1985) Messe du Jour de Noel (École de Notre-Dame)
- (1986) Chants de l'Église de Rome des VIIe et VIIIe siècles: période byzantine
- (1986) Josquin Desprez: Missa Pange lingua
- (1987) Codex Chantilly: airs de cour du XIVe siècle
- (1987) Corsica: Chants polyphoniques
- (1987) François Couperin: Messe a l'usage ordinaire des paroisses (1690)
- (1989) Chants de l'Église Milanaise
- (1990) Plain-chant Cathedrale d'Auxerre
- (1990) Ludus paschalis sive de Passione Domini
- (1990) Le jeu des pèlerins d'Emmaüs: drame liturgique du XIIe siècle
- (1991) Messe de Tournai
- (1991) Codex Faenza - Selections
- (1992) Messe de Saint Marcel
- (1992) Palestrina: Missa Viri Galilaei, Motet Viri Galilaei, Magnificat primi toni
- (1992) Chants Cisterciens
- (1993) Graduel d'Aliénor de Bretagne
- (1993) Ockeghem: Requiem
- (1993) Chant de la Cathedrale de Benevento
- (1994) Plain-Chant Parisien: XVIIe et XVIIIe siecles
- (1994) Chant Corse: Manuscrits franciscains des XVIIe-XVIIIe siècles
- (1995) Chant Mozarabe Cathédrale de Tolède (XVe siècle)
- (1995) École Notre Dame: Messe de la Nativité de la Vierge
- (1996) Laudario di Cortona: Un mystère du XIIIe siècle
- (1996) Guillaume de Machaut: La Messe de Nostre Dame
- (1997) Hildegard von Bingen: Laudes de Sainte Ursule
- (1998) Chants de l'église de Rome - Vêpres
- (2004) Compostela ad Vesperas Sancti Iacobi: Codex Calixtinus
- (2005) Ad vesperas Sancti Ludovici Regis Franciæ
- (2006) Le Chant des Templiers
- (2008) Incarnatio Verbi: Chant de L'Église de Rome
- (2009) Missa Gotica - XIV siècle
- (2012) Anthonius Divitis - Antoine de Févin - Lux Perpetua: Requiem